# Sainte-Colombe-de-la-Commanderie
Sainte-Colombe-de-la-Commanderie là một xã trong tỉnh Pyrénées-Orientales, vùng Occitanie phía nam nước Pháp. Xã Sainte-Colombe-de-la-Commanderie nằm ở khu vực có độ cao từ trung bình mét trên mực nước biển.